# Elena Hight
Elena Hight (* 17. August 1989 in Princeville) ist eine ehemalige US-amerikanische Snowboarderin. Sie startete in der Disziplin Halfpipe.

## Werdegang
Hight nahm von 2002 bis 2018 an Wettbewerben der Ticket to Ride World Snowboard Tour teil. Dabei holte sie im Februar 2004 mit dem zweiten Platz bei den World Superpipe Championships in Park City ihre erste Podestplatzierung. Ihr erstes FIS-Weltcuprennen fuhr sie zum Beginn der Saison 2004/05 in Saas-Fee, welches sie auf dem 12. Rang beendete. Im weiteren Saisonverlauf kam sie beim U.S. Snowboarding Grand Prix in Breckenridge und am Mount Bachelor und bei den World Superpipe Championships in Park City auf den dritten Platz. Bei den Snowboard-Weltmeisterschaften 2005 in Whistler belegte sie den 19. Rang. In der folgenden Saison erreichte sie beim U.S. Snowboarding Grand Prix den zweiten Platz in Mountain Creek und den dritten Rang am Mount Bachelor und in Breckenridge. Bei ihrer ersten Olympiateilnahme 2006 in Turin errang sie den sechsten Platz. Im März 2006 kam sie bei den Burton US Open im Stratton Mountain Resort.
In der Saison 2006/07 siegte Hight beim Abominable Snowjam am Mount Hood. Bei den Winter-X-Games 2007 in Aspen gewann sie die Bronzemedaille. Beim U.S. Snowboarding Grand Prix belegte sie drei zweite Plätze und erreichte damit den zweiten Platz in der Grand Prix Halfpipewertung. Im März 2009 holte sie mit dem dritten Platz beim FIS-Weltcuprennen in La Molina ihre erste Podestplatzierung im Weltcup. In der Saison 2009/10 gewann sie bei der Winter Dew Tour in Snowbasin und belegte den dritten Rang beim Roxy Chicken Jam in Mammoth. Bei den Olympischen Winterspielen 2010 in Vancouver errang sie den zehnten Platz. Im Januar 2011 gewann sie Bronze bei den Winter-X-Games. In der Saison 2011/12 siegte sie bei The Burton Pro-Test, beim U.S. Snowboarding Grand Prix in Mammoth und bei den Burton US Open im Stratton Mountain Resort. Bei den Winter-X-Games 2012 und den Winter X Games Europe 2012 in Tignes gewann sie Silber. Im Februar 2012 kam sie bei den Snowboard-Weltmeisterschaften in Oslo auf den sechsten Platz. Die Saison beendete sie auf dem 17. Platz in der World Snowboard Tourgesamtwertung. Bei den Winter-X-Games 2013 und den Winter X Games Europe 2013 gewann sie wie Vorjahr die Silbermedaille. In der Tour Halfpipewertung 2012/13 errang sie den fünften Platz. Bei den Winter-X-Games 2014, 2015 und 2016 wurde sie jeweils Achte auf der Superpipe. Im Januar 2017 holte sie bei den Winter-X-Games 2017 die Goldmedaille in der Halfpipe. Bei den Burton US Open 2017 in Vail wurde sie Zweite in der Halfpipe. In ihrer letzten aktiven Saison 2017/18 belegte sie bei den Winter-X-Games 2018 den achten Platz.